# Oreophryne variabilis
Oreophryne variabilis är en groddjursart som först beskrevs av George Albert Boulenger 1896.  Oreophryne variabilis ingår i släktet Oreophryne och familjen Microhylidae. IUCN kategoriserar arten globalt som sårbar. Inga underarter finns listade i Catalogue of Life.